# روبخت (ألقورات)
روبخت (بالفارسية: روبخت) هي مستوطنة تقع في إيران في قسم ألقورات الريفي. يقدر عدد سكانها بـ 166 نسمة .